# スコット・ムラヴィヨフ協定
スコット・ムラヴィヨフ協定（Scott-Muravyov Agreement）または英露鉄道協定（えいろてつどうきょうてい、Anglo-Russian Railway Agreement）は1899年4月にイギリスとロシア帝国の間で締結された中国分割にかかわる協定。この合意により、イギリスの長江流域、ロシアの長城以北での鉄道敷設権をたがいに認め合った。

## 経緯

### 中国分割における英露両国の動き
ドイツ帝国は、1897年11月に山東省で起こったドイツ人のカトリック宣教師2人の殺害事件を口実に膠州湾を占領し、1898年3月、膠州湾の租借権と青島・済南間の鉄道敷設権を得て、さらに、膠州湾の背後にあたる山東省を勢力範囲として清国に承認させた。清国は、ドイツによる膠州湾占領に際して、ロシア帝国に介入を求めたが、ロシアは1897年12月、長崎港に停泊していたロシア太平洋艦隊を膠州湾ではなく旅順口へと差し向け、清に対し満洲・モンゴル方面における鉄道・産業の独占権と山海関鉄道（京奉鉄道）沿線の港湾の租借権、および支線敷設権を要求した。これに対し、イギリスは北アメリカ大陸に英国艦隊を集結させ、山海関鉄道への借款供与を承認してロシアへの対決姿勢を鮮明にした。
イギリスは清に1200万ポンドの借款を供与し、下関条約で定められた日本への賠償金を肩代わりする代償として長江流域の不割譲とイギリス人による清国の海関における関税管理を要求し、清側もこれを認めた。さらにイギリスは、1898年6月には香港対岸の九竜半島の99年間の租借権を獲得し、7月には威海衛の25年間租借にも成功した。列強は、日清戦争によってその軍事的弱体を露呈した清国にこれらの要求を認めさせたのみならず、清国と交渉することなく列強相互に協定を結んだのである。
ロシアのミハイル・ニコラエヴィッチ・ムラヴィヨフ外相は、こうしたイギリスの動向に譲歩して山海関鉄道の借款についてはある程度イギリスに譲る一方、1898年3月には清より、
1. 旅順口・大連湾の25年間の租借権
2. ハルビンから遼東半島先端部に至る東清鉄道南満洲支線の敷設権

を獲得した（旅順・大連租借に関する露清条約）。

### 京奉鉄道借款問題

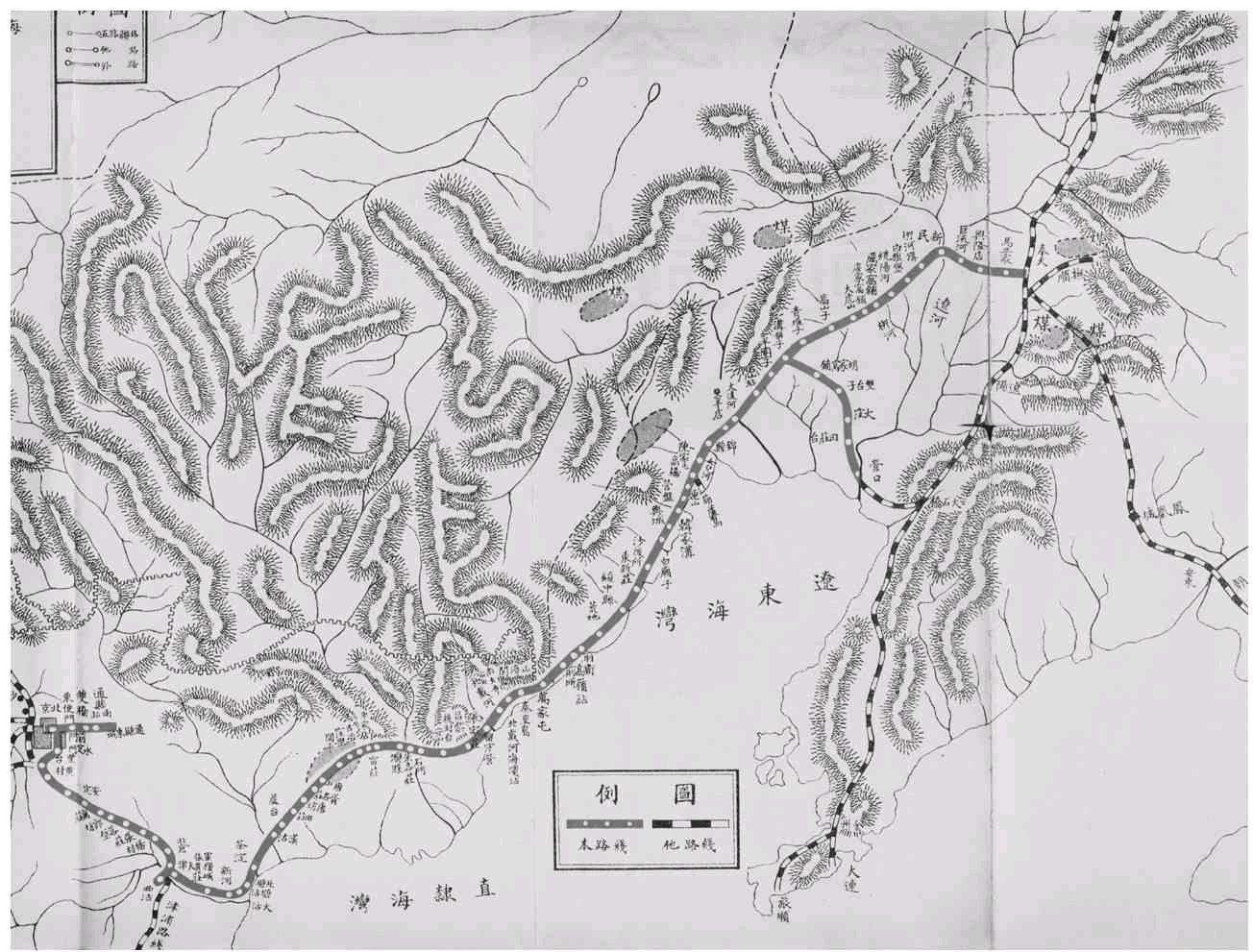
京奉鉄道（Peking-Mukden Railway）全図

1898年4月、清国は日清戦争以後工事が中断されたままになっていた京奉鉄道山海関・錦州間の完成とその新民屯までの延長、そして途中から営口へと分岐する牛荘支線建設のための借款を、英国資本の香港上海銀行に申し込んだ。イギリス駐清公使のクロード・マクドナルドは、イギリスの首相兼外相であったソールズベリー侯爵（ロバート・ガスコイン＝セシル）に対し、もし香港上海銀行が借款の求めに応じない場合は、ロシアかドイツが引き受ける可能性があり、そうなれば深刻な事態を迎えかねないとして、速やかに清国の申し込みを受けるよう進言した。マクドナルドは対露戦略鉄道としての意義を京奉鉄道に認めており、遼東半島をロシアが租借するという状況にイギリス側も対応しなければならないと唱えた。
香港上海銀行は清国からの要望に応じる意向を示し、清国鉄路総公司との交渉を開始した。交渉は6月初めには妥結に向かい、予備契約の署名を待つだけという段階に至ったが、ここでロシアからの妨害行為が入った。すなわち、露清両国が3月に結んだパヴロフ協定（旅順・大連租借に関する露清条約）の5月7日の追加協定第3条では、清国はロシア以外の国に東清鉄道付近の鉄道建設の許可を与えないことに同意しており、京奉鉄道がイギリスからの技術的ないし財政的援助によって山海関から奉天に向けて建設されることは、この同意に反していると抗議したのである。
ロシアからの抗議にもかかわらず、清国鉄路総公司は香港上海銀行の借款予備契約が6月15日に結ばれた。しかし、ロシアは追加協定上の法的権利を強く主張したため、清国鉄路総公司はアレクサンドル・パヴロフによるパヴロフ3条件（京奉鉄道を借款の担保としないこと、京奉鉄道の資産も担保としないこと、清国以外の列強による管理を認めないこと）を受け容れなければならなくなった。しかし、香港上海銀行としては、この3条件は決して受け容れられるものではなく、しかも予備契約の規定により、3か月以内、すなわち9月14日までに、この問題を解決しなければならなかった。

### バルフォア・レサール会談とその影響
1898年8月10日、第三次ソールズベリー侯爵内閣の第一大蔵卿で庶民院の院内総務であったアーサー・バルフォアは、庶民院での演説で、中国分割において「勢力圏」という概念は否定されるべきものであり、代わりに「利益範囲」という概念を導入すべきことを主張した。これは当該範囲内において範囲設定国は他国企業を排除できる権利を有するが、しかし、通商の門戸は常に開放しなければならないというものでイギリス資本主義の利益に沿った門戸開放政策の主張だった。一方、ロシアはあくまで清国北東部を排他的な自国の独占市場、つまり勢力圏と考えており、この地を門戸開放するつもりはなかった。
8月12日、バルフォア首相代理はロンドンでロシア駐英代理公使のパーヴェル・ミハイロヴィチ・レサールと会談した。レサール代理公使は、この会談で2つの重要な提案を行った。それは、
1. 清国政府の保証により香港上海銀行が京奉鉄道に借款を供与すること
2. イギリスの長江流域の鉄道権益とロシアの満洲における鉄道権益とを相互に承認すること

の2つであった。香港上海銀行としては、担保を取らずに「清国政府の保証」という曖昧かつ変則的な方法では借款供与できないはずであったが、一方で借款契約が不成立ということになれば従前投下した資本が回収できなくなる事態も考慮され、他に例のないイレギュラーな条件であることは承知のうえで、ともかくも借款を供与をすることに決めた。
バルフォアは、イギリス駐露大使のチャールズ・スコットを通じてレサール提案への回答をロシア側に伝達した。その回答とは、まず、京奉鉄道の建設には香港上海銀行の借款を充当するが、同鉄道の管理は清国政府に委ねられることとし、清以外の国がこれを担保としないこと、そして、レサール提案の英露鉄道協定を前向きに検討することであった。すなわち、英露鉄道協定の成立と引きかえに京奉鉄道借款契約の承認をロシア側に求めたのであった。これを受けてロシア側は京奉鉄道借款契約の妨害を9月14日をもって収束させ、10月10日、香港上海銀行と清国鉄路総公司との間で京奉鉄道借款契約が結ばれ、これにより京奉鉄道はイギリスの権益として正式に認められた。
京奉鉄道はイギリスにとって、ロシアの鉄道による北京への進出を防止するうえで有益とみられ、また、イギリスの満洲貿易の中心である営口（牛荘）と首都北京が鉄路によって結び付けられるという点で重要であった。その背景にはロシアの建設した東清鉄道がシベリア鉄道のゲージと同じ5フィートの広軌であったのに対し、京奉鉄道はイギリスが標準軌に定めた4フィート8.5インチのゲージを使用しており、清国北東部にイギリスによる標準軌の鉄道圏を形成してきた経緯がある。そのため、ロシアが東清鉄道を延長して南下政策を採ろうとすれば、いきおいイギリスの鉄道圏と衝突することとなる。それだけにロシアもイギリスの京奉鉄道の建設に反発を強め、法的には租借条約追加第3条によって、技術的には主任技師をロシア人技師に交替させることによってイギリスの京奉鉄道建設を妨害してきたのである。
これに対し、イギリスはロシアの長江流域への進出が抑えられるのであれば、たとえ京奉鉄道借款契約の条件で譲歩を求められるのであっても、レサールの提案は検討に値するものであった。イギリスは、ドイツとの間にも同様の交換協定を成立させようと考えており、1898年9月2日、英独鉄道協定が成立した。したがって、英露間で同様の鉄道協定が結ばれるならば、イギリスは、長江流域を自国の「利益範囲」とすることについて、独露両国からの承認が得られることとなる。レサールの提案した英露協定には、シベリア鉄道建設や露清銀行への財政援助を続けてきたフランスも支持をあたえていることを考慮すると、主だった列強からの了解が得られるわけである。
ただし、英露交渉には英独交渉にはない経済問題が横たわっていた。軍事拠点である威海衛を除けばイギリスは山東半島に経済権益を有していなかったのに対し、満洲には営口を中心とする貿易活動があり、そこに配慮しなければならなかったのである。イギリスにとって満洲の権益は長江流域ほど価値の高いものではなかったにせよ、京奉鉄道とともに満洲貿易のすべてを放棄することはできなかった。イギリス首相ソールズベリー侯爵は英露鉄道協定が成立してもイギリスの満洲貿易には影響がないよう配慮することを約束したが、これは現地のイギリス商工会議所の不安を解消しようとしての発言だった。

### 英露鉄道協定の締結

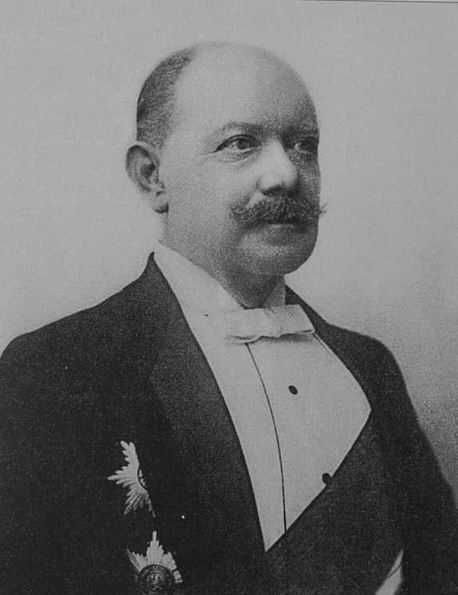
ミハイル・ムラヴィヨフ

英露鉄道協定交渉は、露都サンクトペテルブルクにおいて、イギリス大使チャールズ・スコットとロシア外相ミハイル・ムラヴィヨフの間で進められた。ところが、10月の京奉鉄道借款契約調印以降、ロシアは協定成立への熱意を示さなくなってしまった。これは、ひとつには借款契約の正式調印にあたってロシアはイギリスから大幅な譲歩を引き出し、6月来の抗議の目的をひとまず達成したためであり、もうひとつはロシア蔵相セルゲイ・ウィッテがこの協定に反対していたためであった。鉄道出身者であるウィッテ自身、シベリア鉄道・東清鉄道の建設を強力に推し進めてきた当事者であり、また、彼の背後には露清銀行があったところから、京奉鉄道が清国が保有・管理する鉄道となっても、満洲におけるイギリスの鉄道権益であることには変わりがなく、基本的にイギリスからの京奉鉄道からの借款供与を歓迎していなかった。
1899年2月からは、香港上海銀行からの借款が始まったが、ロシアは再び香港上海銀行の借款に抗議を示した。ロシアの抗議は、借款契約の第3条が京奉鉄道の運賃収入が借款の代価となっていること、第6条がイギリス人主任技師が引き続きその地位にあることなどであった。ソールズベリー侯爵はこれに対して逐一説明し、反論した。8月のバルフォア・レサール会談において英露鉄道協定の大枠はすでに決まっていたが、ウィッテの反対もあり、協定案文の討議は遅延気味であった。3月になり、ようやくロシアからの最終案文が示されたが、主任技師問題などのため最終的な合意はさらに遅れた。
1899年4月29日、イギリスとロシアは英露鉄道協定（スコット・ムラヴィヨフ協定）を結び、ロシアは長江流域において鉄道敷設権を求めず、また、他国による同様の企てを支援しないことを約束し、イギリスは万里の長城以北の満洲において同様の対応をとることを取り決めた。調印地はサンクトペテルブルク、調印者はイギリス駐露大使チャールズ・スコットとロシア外相ミハイル・ムラヴィヨフであった。これにより、中国分割における英露対立は一応の収束をみた。

## 協定の性格と評価

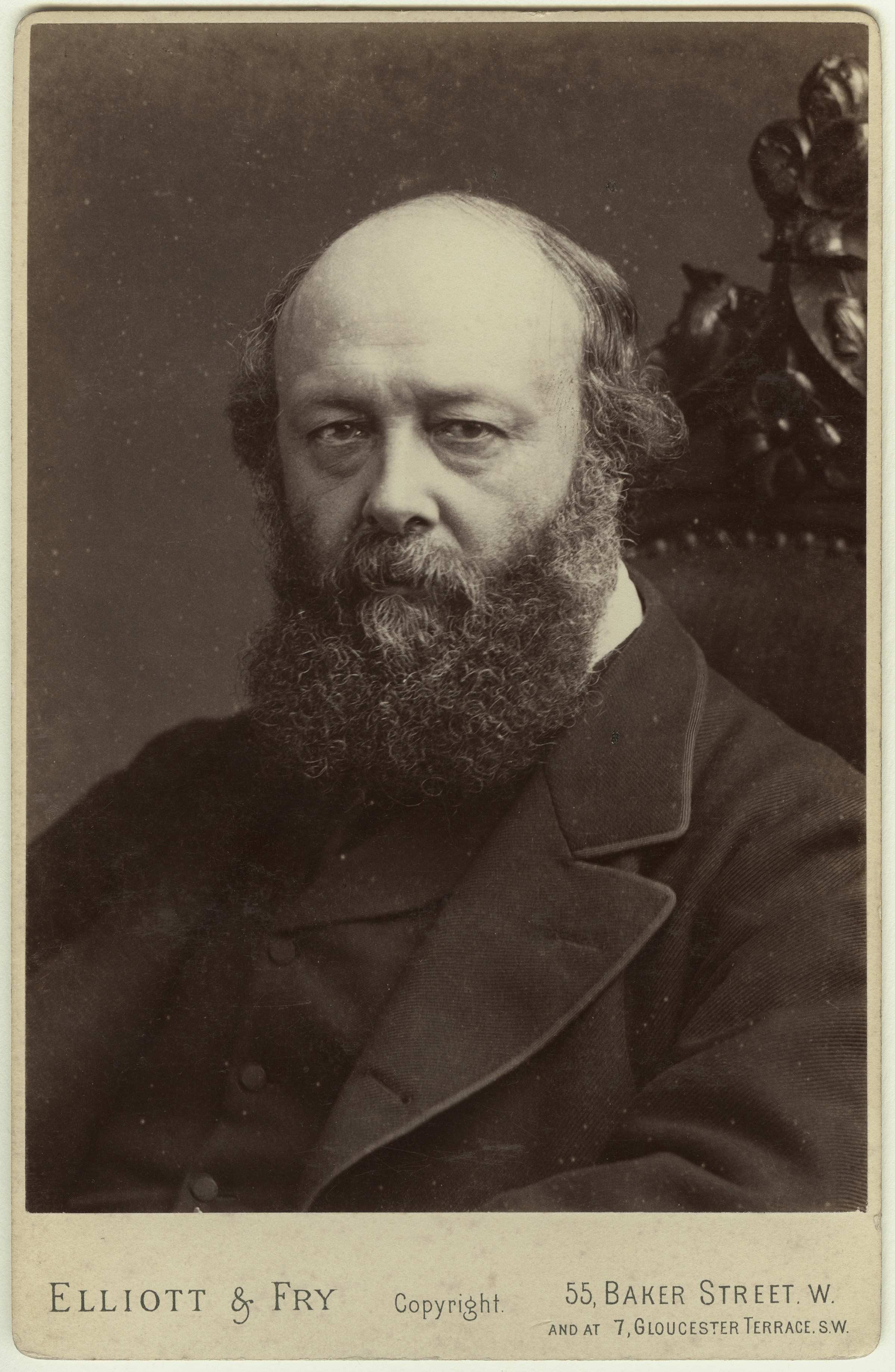
ロバート・ガスコイン＝セシル（第3代ソールズベリー侯）

この協定は、イギリスが満洲におけるロシアの鉄道建設を、ロシアが揚子江（長江）流域におけるイギリスの鉄道建設を相互に認め合う、いわば「満揚交換論」の結実であった。また、一面では、イギリス首相ソールズベリー侯爵がヴィルヘルム2世を皇帝に戴くドイツに対して強い警戒感をいだき、それよりもロシアを優先して宥和政策を採用するという姿勢の現れでもあった　
一方、この協定の眼目は協定そのものよりも協定の付属合意に組み入れられた京奉鉄道借款契約に関する英露両国の了解にあったとみなす指摘がある。すなわち、イギリスは山海関から満洲へと進む鉄路を自今建設することはできなくなってしまったが、その一方で京奉鉄道を清国管理による清国保有の鉄道というかたちで譲歩することにより、京奉鉄道におけるイギリスの既得権を一定程度ロシアに認めさせることに成功したというのである。
ソールズベリー侯の外交政策は、必ずしも従来「栄光ある孤立」と固定的にいわれてきたような単純な孤立主義ではなかったことが明らかになってきているが、この協定も19世紀末葉のイギリスがロシアやフランスとの協調を常にうかがってきたことを示す好例といえる。そのような傾向は義和団の乱勃発後も続き、1901年11月5日の閣議で外相ランズダウン侯爵によって対ロシア交渉停止の提案と日英協約草案が提出される、その直前まで、日本との交渉よりも対ロシア交渉が常に優先されてきたのであった。日英同盟は、ロシア帝国がこの協定に反して京奉鉄道建設を侵害するという事態が生じて初めて具現化するのである。